# Popovice (Králův Dvůr)
Popovice jsou vesnice, část města Králův Dvůr v okrese Beroun ve Středočeském kraji. Nachází se asi 2,5 kilometru jižně od Králova Dvora. Městskou částí protéká řeka Litavka. Vede tudy železniční trať Praha–Plzeň.

## Historie
První písemná zmínka o Popovicích pochází z roku 1266, kdy vesnici král Přemysl Otakar II. daroval chotěšovskému klášteru.

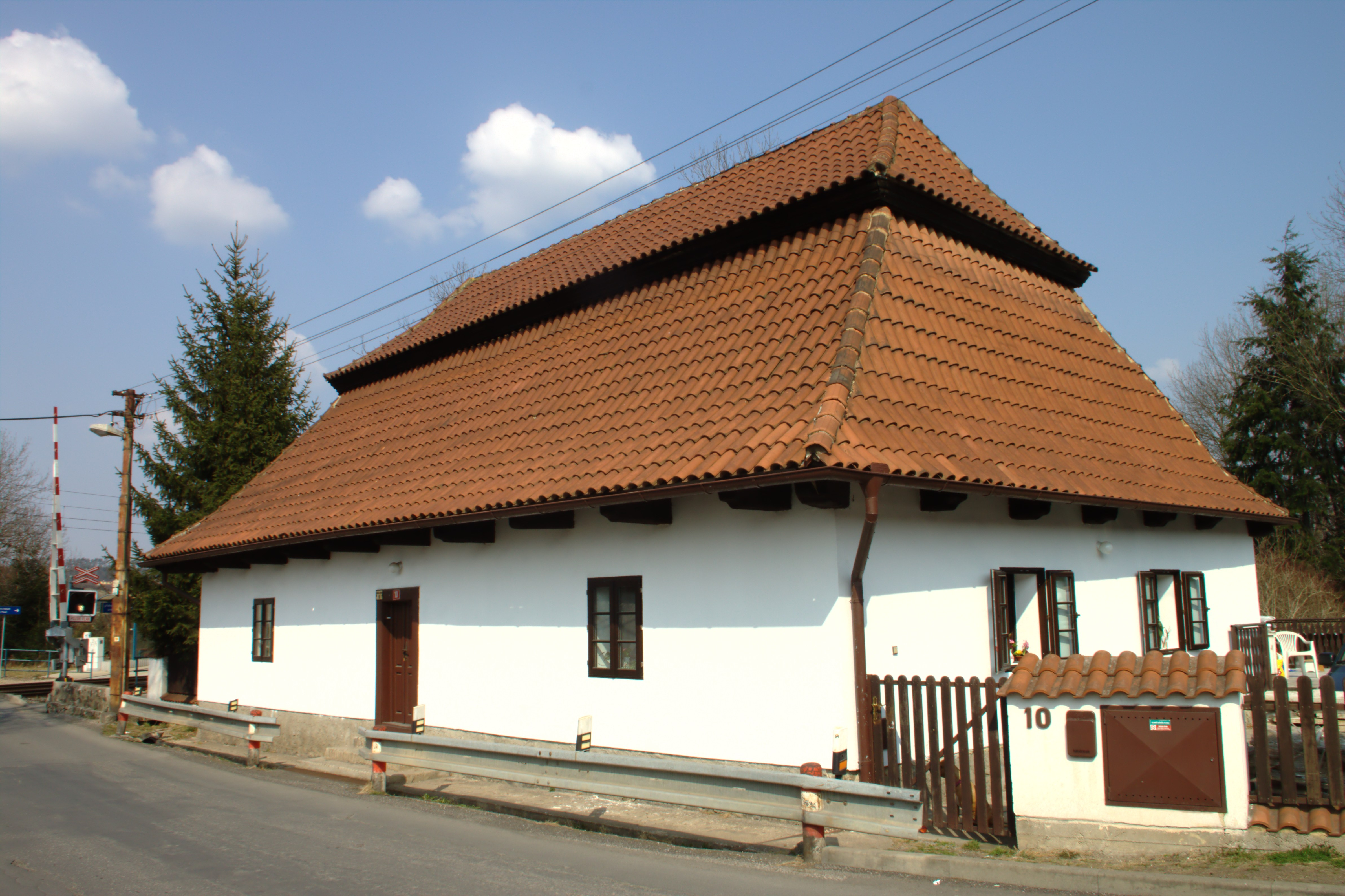
Zachovalý historický dům v Popovicích

Místní část Popovice tvoří pravobřežní část králodvorské aglomerace spolu s Karlovou Hutí. Obec patřila k roku 1266 chotěšovskému klášteru, od 14. století se zde připomíná tvrz (její zbytky se dochovaly ve sklepení špýcharu u domu čp. 15), a vladycký statek. Popovice byly až do roku 1586, kdy je Zdeněk Otta z Losu prodal Lobkovicům, samostatným šlechtickým panstvím. Od konce 16. století až do poloviny 19. století patřily Popovice ke králodvorskému komornímu panství. Od roku 1850 jsou Popovice osadou obce Králův Dvůr. V Popovicích již od středověku zpracovávaly železo z Karlovy Huti zkujňovací hamry, a to až do roku 1886, kdy byly zrušeny. Pro účely hamrů a hutě vznikla složitá soustava náhonů a rybníků, z nichž se do současné doby zachovaly pouze dva: Měrák a Popovický. V roce 1544 se poprvé objevuje zmínka o zdejším panském pivovaru, který vařil pivo až do roku 1909.

## Obyvatelstvo
| Rok            | 1869 | 1880 | 1890 | 1900 | 1910 | 1921 | 1930 | 1950 | 1961 | 1970 | 1980 | 1991 | 2001 | 2011 | 2021 |
| -------------- | ---- | ---- | ---- | ---- | ---- | ---- | ---- | ---- | ---- | ---- | ---- | ---- | ---- | ---- | ---- |
| Počet obyvatel | 362  | 346  | 314  | 352  | 449  | 458  | 496  | 469  | 0    | 0    | 382  | 432  | 463  | 604  | 645  |
| Počet domů     | 39   | 39   | 41   | 41   | 48   | 51   | 78   | 113  | 0    | 0    | 119  | 166  | 176  | 203  | 225  |

## Obecní správa
Při sčítání lidu v letech 1850–1879 byly Popovice samostatnou obcí v okrese Hořovice. V letech 1880–1979 byly osadou města Králův Dvůr, se kterým patřily nejprve do okresu Hořovice, od roku 1950 do okresu Beroun. Od 1. ledna 1980 do 23. listopadu 1990 byly částí města Beroun ve stejnojmenném okrese. Od 24. listopadu 1990 jsou opět částí města Králův Dvůr v okrese Beroun. V letech 1850–1879 k obci patřily Karlova Huť a Křižatky.

## Kultura a volný čas

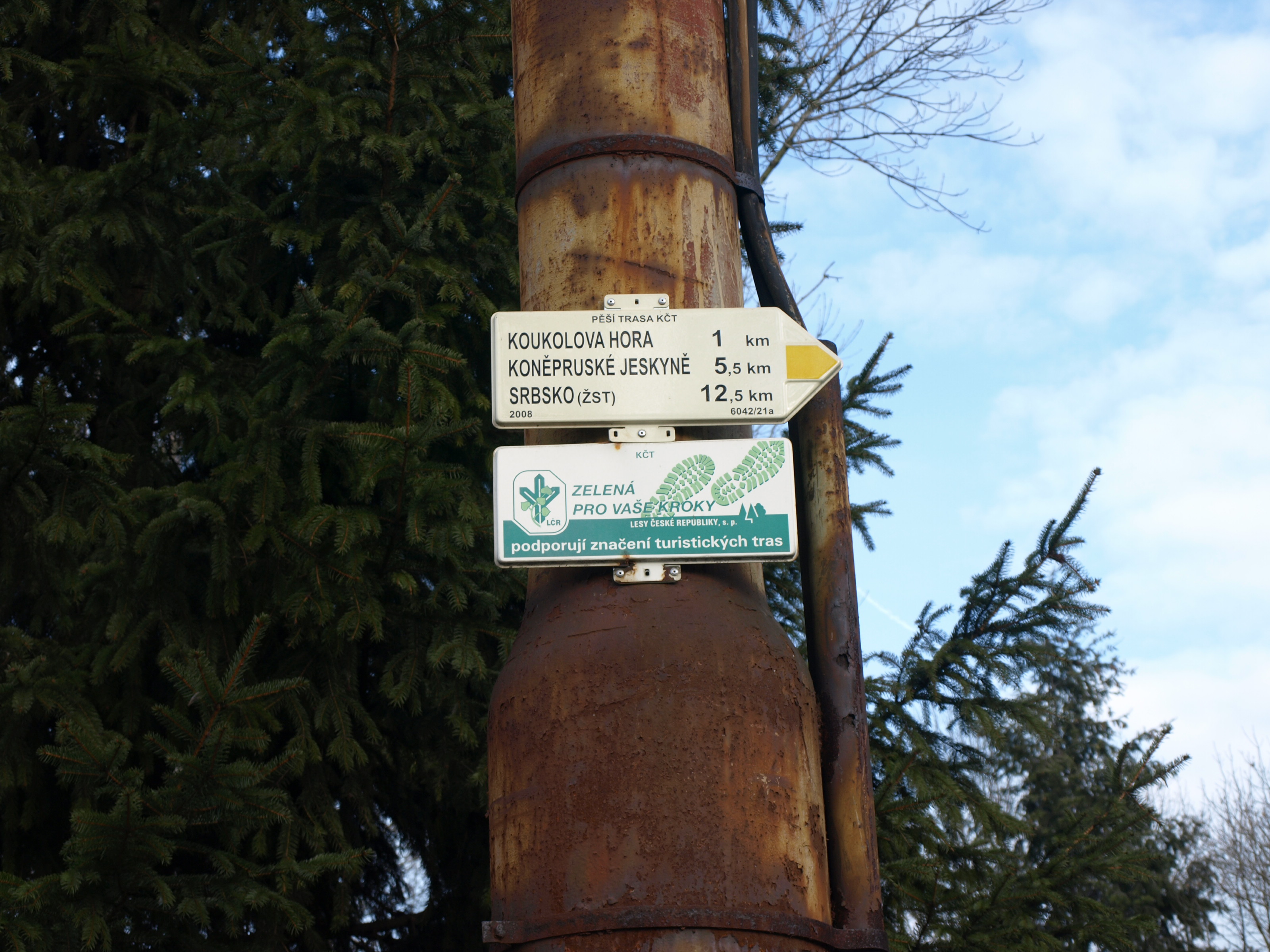
KČT

Přírodní koupaliště o velikosti 9 hektarů se nalézá zhruba ve středu městské části. Ke koupališti je možné se dostat vlakem, dále poté městskou autobusovou dopravou a v blízkosti se nalézá sjezd Beroun-západ z dálnice D5. Koupaliště je od roku 2012 ve vlastnictví ČRS a veřejnosti není přístupné.
Koukolova hora (471 metrů), zdvíhající se jižně od Popovic, byla pojmenována podle majitele panství v Popovicích, Viléma Koukola, který zde žil v 15. století. V minulosti se na Koukolově hoře těžil vápenec. Na vrcholu stojí nedávno (2010) opravená kaple svatého Blažeje, kterou nechal v roce 1832 zbudovat rektor Univerzity Karlovy Antonín Karel Mudroch, vlastník tmaňského panství. Podle Koukolovy hory je dnes v Popovicích pojmenována ulice – Pod Koukolovkou. Na Koukolovu horu se dostaneme po žluté stezce, která začíná za železničním přejezdem (směr Křižatky).

## Doprava
- Železnice

Město protíná železniční trať Praha – Plzeň se zastávkou Králův Dvůr-Popovice . Je to dvoukolejná elektrizovaná celostátní trať zařazená do evropského železničního systému, součást III. koridoru, doprava z Prahy do Plzně byla zahájena roku 1862.
- Autobusová doprava

Městská hromadná doprava v Králově Dvoře je zajištěna autobusovými linkami berounské MHD. Jsou zde dvě autobusové zastávky.

## Pamětihodnosti
- Tvrz přestavěná na sýpku
- Hamr

## Rodáci
- Jan Preisler (1872–1918), akademický malíř a vysokoškolský profesor